# Mérgulo-marmoreado
Mérgulo-marmoreado ou torda-marmoreada (nome científico: Brachyramphus marmoratus) é um espécie de ave da família dos alcídeos encontrada na costa do Pacífico Norte. Faz seus ninhos em antigas florestas ou sobre o solo em latitudes mais altas, onde as árvores não crescem. O declínio desta ave e sua associação com florestas primárias, pelo menos na parte sul da sua área de abrangência, fizeram-na uma espécie emblemática no movimento de preservação de florestas. No Canadá (ao norte de 50° de latitude norte) e no Alasca, o declínio não é tão óbvio porque as populações são muito maiores e as técnicas de pesquisa não têm poder suficiente para detectar alterações.